# Erika Hirsch (Musikerin)
Erika Hirsch (* 31. März 1924 in Inzersdorf; † 24. Juli 1998 in Wien) war eine österreichische Musikerin und Komponistin.

## Leben

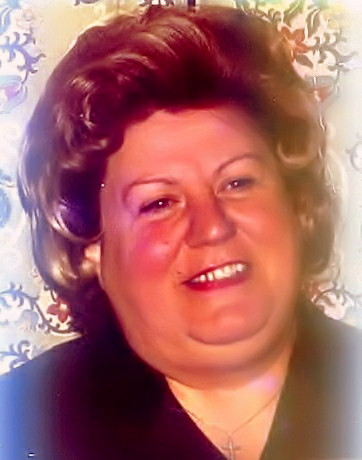
Erika Hirsch

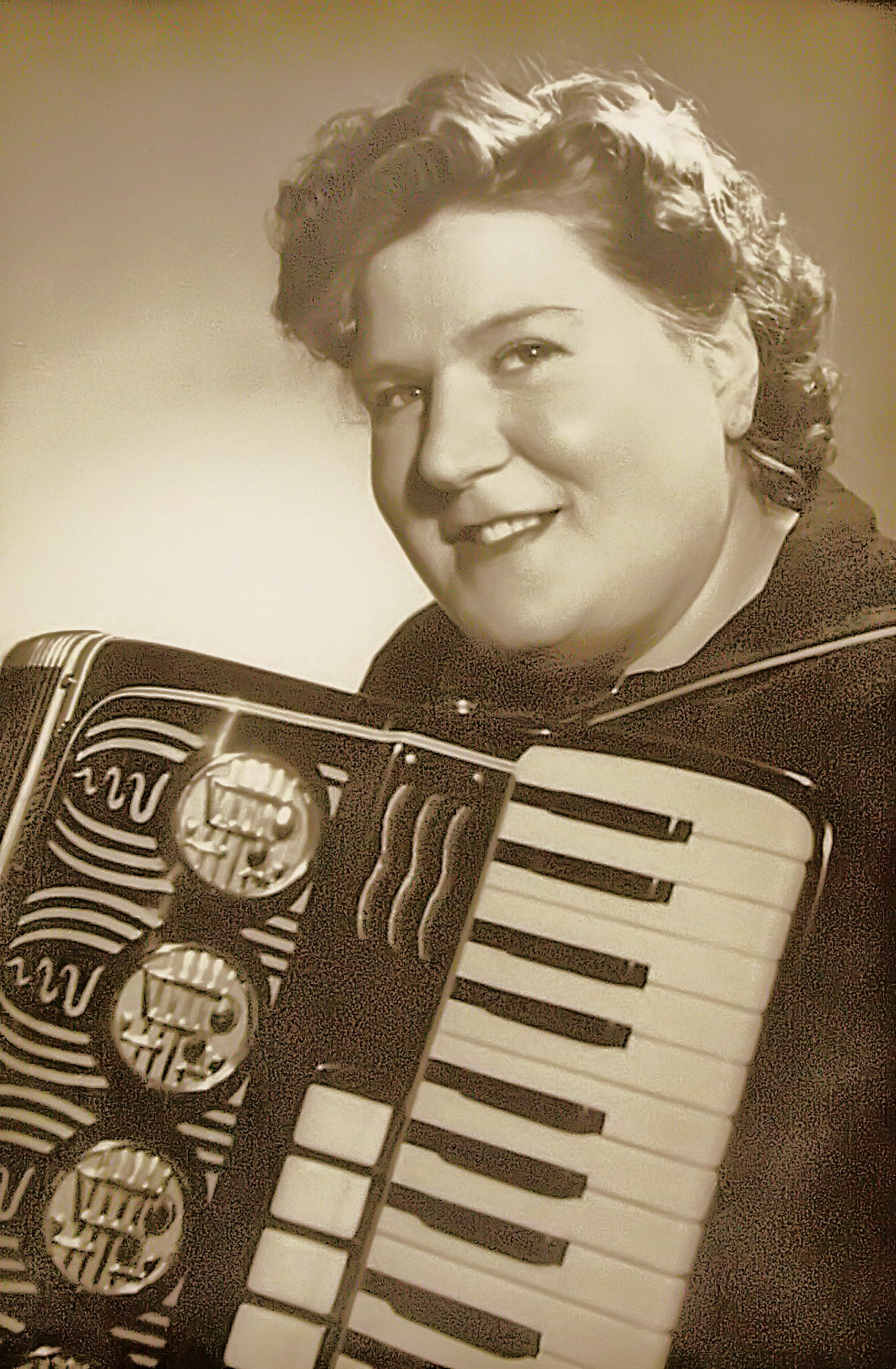
Erika Hirsch

Erika Hirsch erwarb einen Abschluss am Konservatorium und an der Musik-Akademie in Wien.
Nach dem Zweiten Weltkrieg war sie als Unterhaltungsmusikerin tätig und spielte mit Ensembles in verschiedenen Bars der Besatzungsmächte. Später trat sie als Alleinunterhalterin mit Klavier, Akkordeon, Orgel und Zither in bekannten Lokalen auf.
Erika Hirsch trat zusammen mit Ingeborg von Streit in einem von der Tochter des österreichischen Komponisten Karl Föderl geführten Kaffeehaus auf, zu dessen Stammgästen Persönlichkeiten wie Hans Moser und Paul Hörbiger zählten. Im bekannten Weinlokal "Zur Giesl Werner" spielte sie ebenfalls einige Jahre.
Ab dem Jahr 1983 war sie als Alleinunterhalterin in einer der ältesten Gaststätten Wiens, dem Griechenbeisl tätig. Mit ihrer damaligen Partnerin Lea Warden als Gaststar, die auch die meisten Texte ihrer Kompositionen schrieb, veröffentlichte sie im Verlag Lesborne-Musikproduktion eine Musikkassette mit dem Titel „Ein Wiener Abend im Griechenbeisl“. Sie wurde am Döblinger Friedhof bestattet. Das Grab ist bereits aufgelassen.
Erika Hirsch wurde vom Alt-Wiener Club mit der Goldenen Wienerlied-Plakette ausgezeichnet.

## Kompositionen
- Der alte Werkelmann
- In den Sternen
- Wär ich doch in Wien geblieben
- Ein Gläschen Sekt
- A Kaffeetscherl
- Safari Marsch
- Du bist der Typ
- Du damischer Bua
- Verliebte Leut
- A Busserl beim Kirtag
- Drei alte Birken
- I hab an Durst
- Du herrliches Wien
- Blühende Rosen
- Mir wird der Gürtel zu eng
- Wienerlieder und Wienerherzen
- Die drei Hemden
- Wo ist das goldene Wienerherz
- Mir san kane Sünder
- Die größten Komödianten